# Vía de administración extraamniótica
La administración extraamniótica es una vía de administración de fármacos en el espacio entre las membranas fetales y el endometrio dentro del útero de una mujer embarazada . 
Puede usarse para administrar fármacos que afecten la motilidad del útero, tales como la oxitocina o las prostaglandinas, por ejemplo, en la inducción del parto o en el aborto con medicamentos .